# Ставрос Димас
Ставрос Димас (на гръцки: Σταύρος Δήμας) е гръцки политик, бивш министър на външните работи на Гърция и европейски комисар за околната среда.

## Биография
Димас учи право и икономика в Атинския университет, след което получава магистърска степен по право в Нюйоркския университет. Започва трудовата си кариера като юрист в частна кантора в Ню Йорк (1969 – 1970) и в Световната банка (1970 – 1975). Завръща се в Гърция като заместник-директор на Гръцката банка за промишлено развитие (1975 – 1977).
През 1977 г. е избран за народен представител от Нова демокрация, след което многократно е преизбиран до 2004 г. Още с влизането си в политиката е ангажиран с преговорите за присъединяване на Гърция към Европейската икономическа общност. В правителството на Константинос Караманлис е заместник-министър на икономическата координация (1977 – 1980), а в кабинета на Георгиос Ралис – министър на търговията (1980 – 1981). В опозиция е говорител на парламентарната група на Нова демокрация (1985 – 1989). Министър на земеделието (1989 – 1990) и на индустрията, енергетиката и технологията (1990 – 1991). Генерален секретар на Нова демокрация (1995 – 2000).
През март 2004 г. Димас влиза за кратко в комисията на Романо Проди като еврокомисар за заетостта и социалните грижи. Номиниран от гръцкото правителство, скоро той става европейски комисар за околната среда в първата комисия на Жозе Мануел Барозо (ноември 2004 – февруари 2010).
От юли 2010 г. Ставрос Димас е заместник-председател на Нова демокрация. Той е министър на външните работи на Гърция в експертно-коалиционното правителство на Лукас Пападимос от ноември 2010 до май 2011.